# Yamaha Virago
Unter der Modellbezeichnung Virago produzierte der japanische Motorradhersteller Yamaha von 1981 bis 2003 mehrere Chopper- und Cruiser-Modellbaureihen von 125 bis 1100 cm³ Hubraum. Die Virago-Modelle wurden weltweit in viele Länder exportiert. Die Modellbezeichnung in Deutschland war XV, wobei die XV 535 mit über 30.000 abgesetzten Einheiten eines der meistverkauften Motorräder in Deutschland ist.

## Modelle
- XV 125
- XV 250
- XV 400
- XV 400 SCLX
- XV 500
- XV 535
- XV 700
- XV 750
- TR 1 (außerhalb von Europa als XV 1000 und in den USA als XV 920)
- XV 1100